# مایکل کاندری
مایکل کاندری (به انگلیسی: Micheale Condrey) مؤسس و رئیس سابق استودیو اسلج‌همر گیمز است که بعد از همکاری با گلن اسکافیلد برای بازی فضای مرده، با کمک هم این شرکت را تأسیس کردند. او هم‌اکنون رئیس آنیون ۳۱ است که در سیلیکون‌ولی تأسیس شده‌است.